# Turismo no Quebec

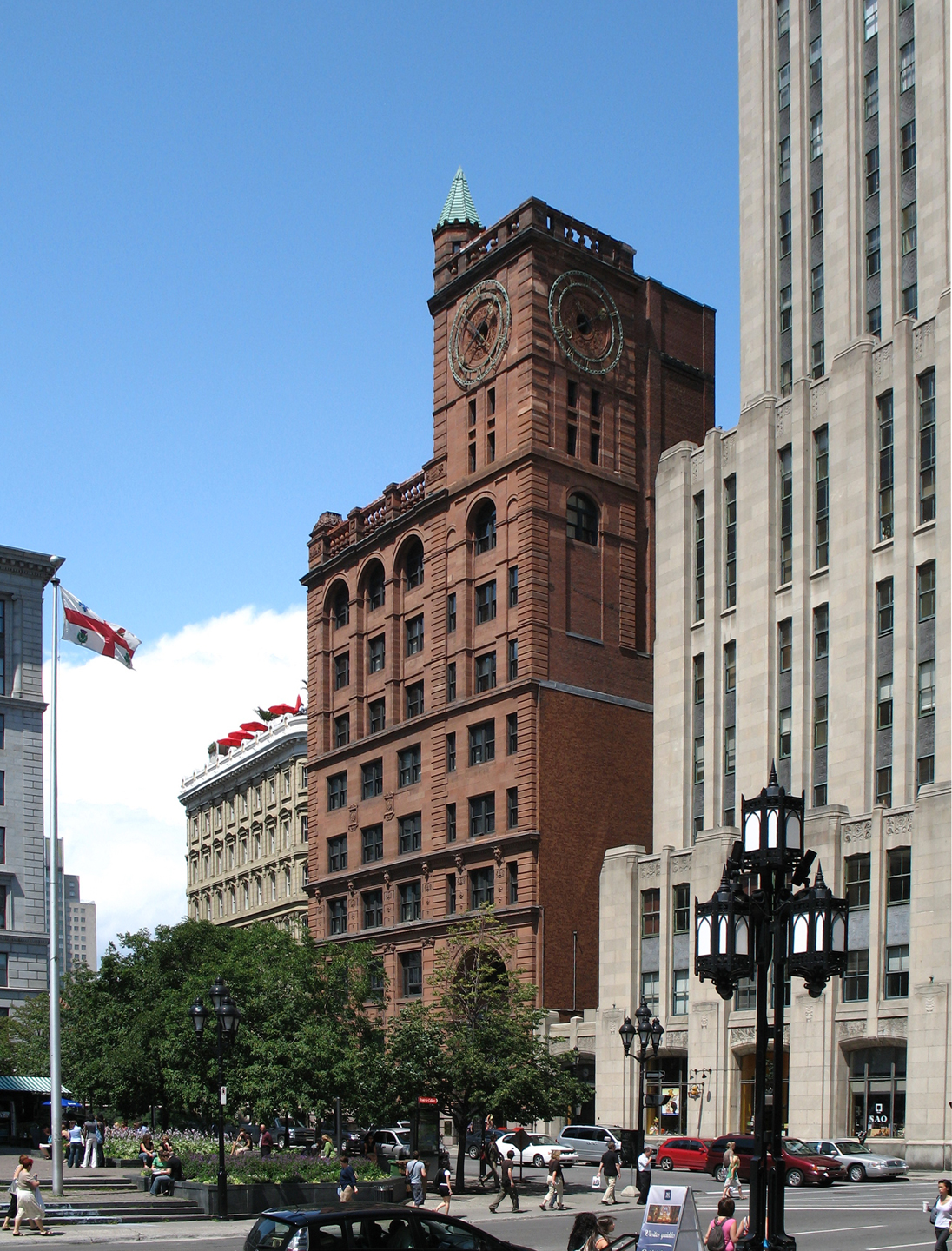
Place d'Armes (Praça das Armas) na cidade velha de Montréal.

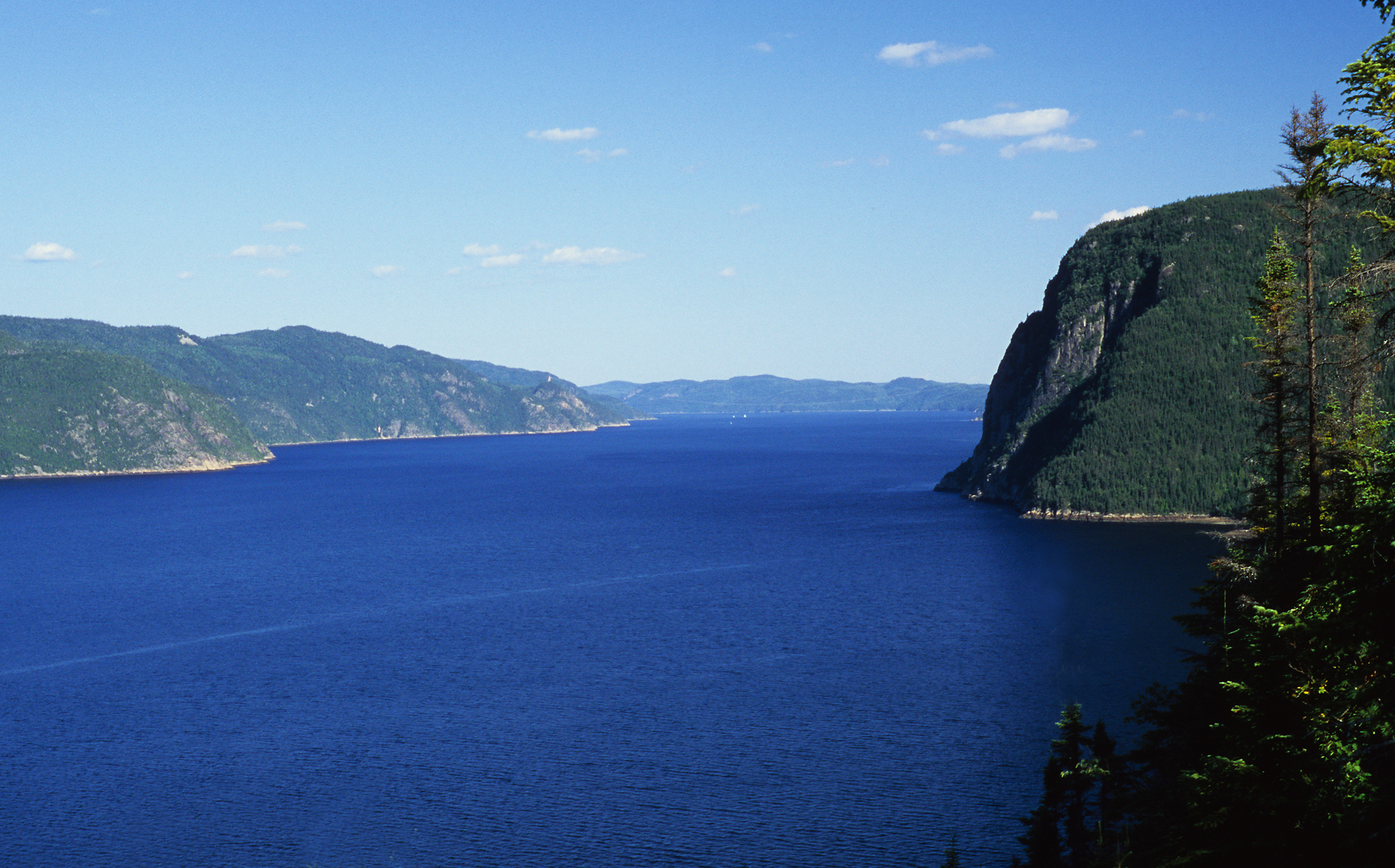
Fiorde na região do rio Saguenay.

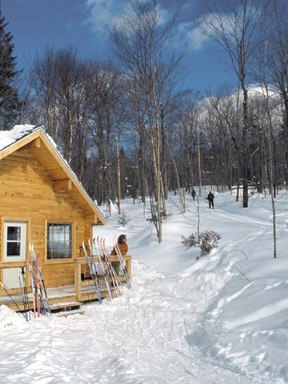
Chalé e esqui no parque nacional do Mont-Tremblant na região de Laurentides.

O turismo no Quebec representa o quinto produto de exportação em importância na província do Quebec. Em torno de trinta mil empresas estão ligadas a esta indústria, sendo 70% situadas no exterior de Montreal e Cidade de Quebec. Esta indústria empresa mais de 400 mil pessoas, a maioria nos setores de restaurante e hotelaria. Em 2010, em torno de 27 milhões de turistas visitaram a região, sendo 3/4 vindos do próprio Québec e o outro 1/4 de fora da região, principalmente das regiões limítrofes, como o Ontário e o nordeste dos Estados Unidos. Os turistas franceses são os que permanecem mais dias na região (14,9 dias em média em 2010). Os turistas espanhóis são os que mais gastaram por noite (176 $ em média em 2010), seguidos dos americanos (153 $).

## Regiões Turísticas

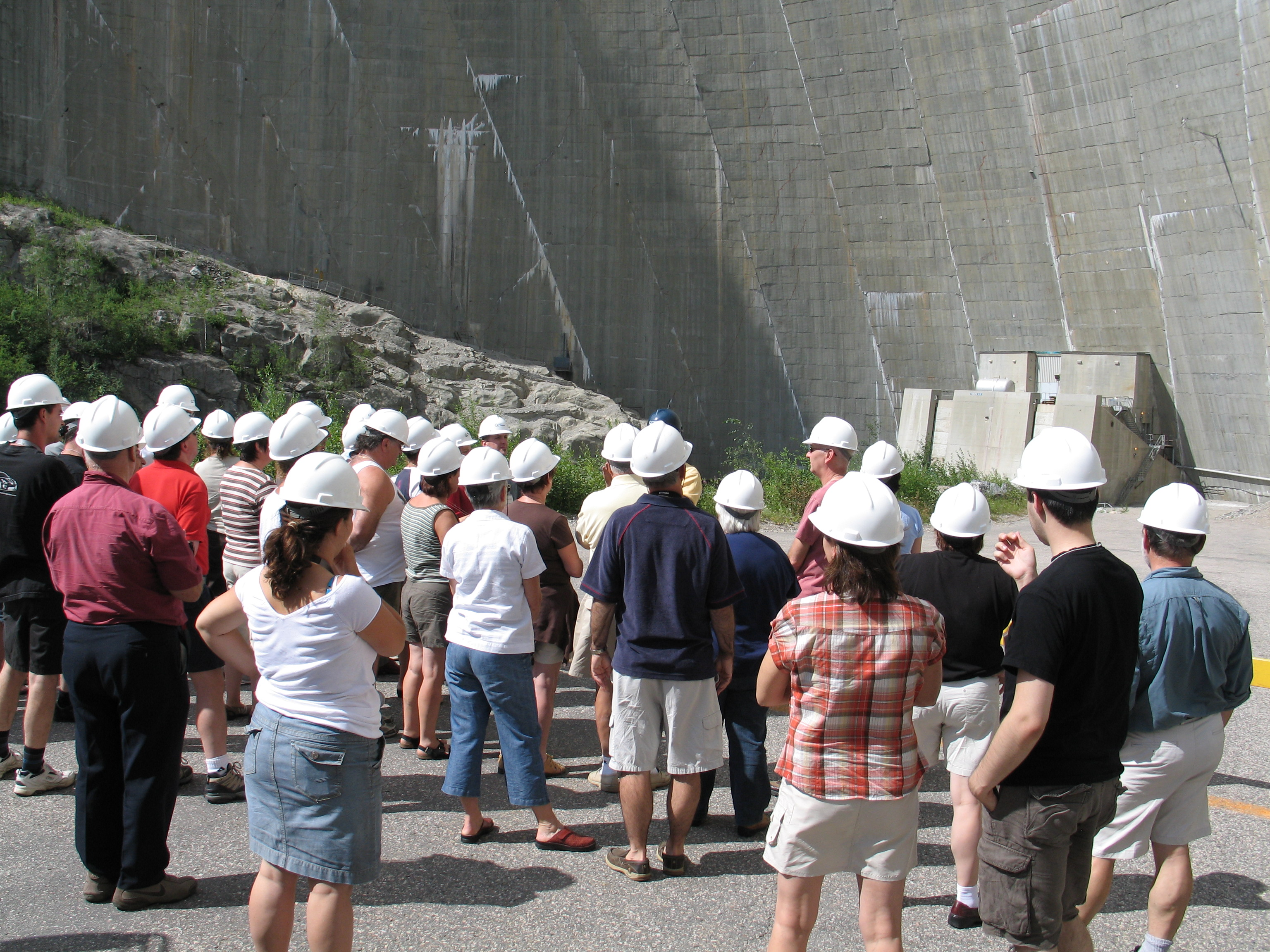
Visita na barragem Manicouagan

## Cultura e idioma
O Québec é uma região única na América do Norte, tendo a maior parte da população francófona. É uma região com idioma oficial o francês e 82% dos quebequenses tem o francês como língua materna. 10% da população tem o inglês como língua materna e 8% outros idiomas, como o italiano, espanhol, árabe e chinês. 40% da população é bilíngue (francês e inglês) e nas cidades grandes, como Montreal, este número chega à 64%.

### Rio São Lourenço

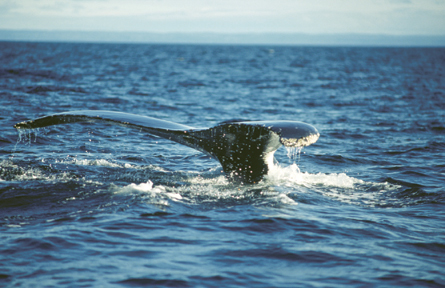
Baleia no rio Saint-Laurent

## Esporte e lazer

### Esporte ao ar livre

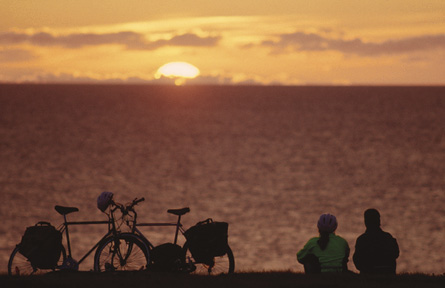
Cicloturismo no Québec

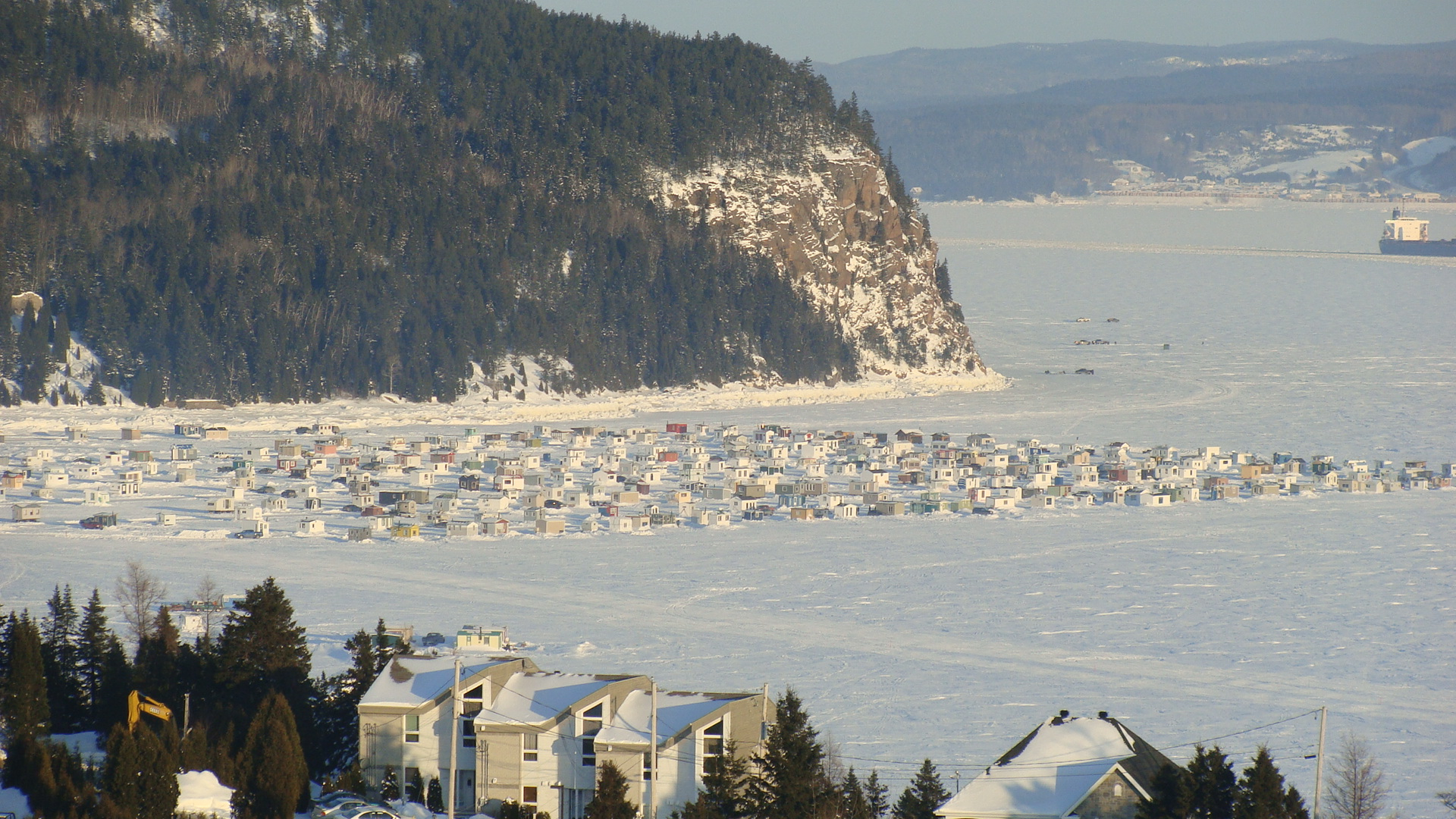
Pesca no gelo sib rio Saguenay

As atividades de esporte podem ser praticadas tanto no inverno quanto no verão.
Verão
- Canoagem e caiaque
- Caça e pesca
- Escalada
- Golfe
- Natação
- Observação da fauna e flora
- Parapente
- Mergulho submarino
- Caminhada
- Ciclismo de montanha

Inverno
- Patinação
- Hóquei no gelo
- Pesca sob o gelo
- Rafting
- Esqui
- Trenó

### Festivais e eventos

#### Eventos culturais

##### Gatineau
- Festival de balonismo de Gatineau: é um dos mais populares eventos do leste canadense. Reúne caravanas de todo o país e amantes do balonismo do mundo todo. Ocorre no início de setembro.

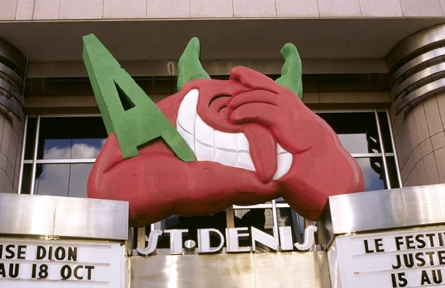
Festival de comédia Juste pour Rire

##### Montreal

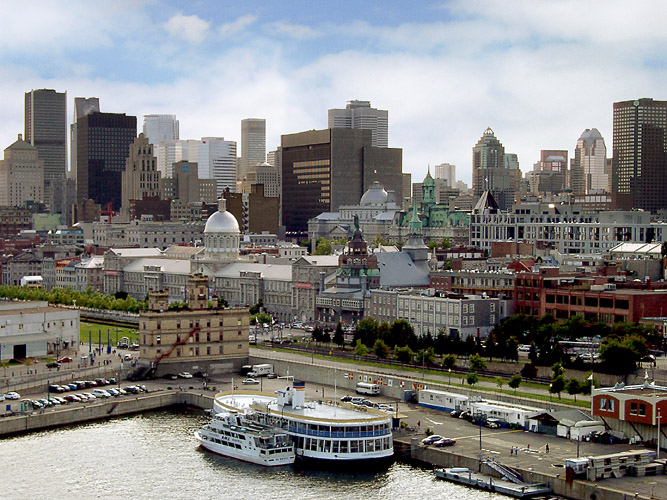
Montréal

- Festivas internacional de jazz de Montreal: com mais de 500 shows, sendo que grande parte gratuitos, o festival ocorre no fim de julho.
- Festival Juste pour Rire: é um dos maiores festivais de comédia do mundo, atraindo cerca de 2 milhões de pessoas a cada ano em julho.
- Feux Loto-Québec: festival pirotécnico de duração de 30 minutos seguidos de fogos de artifício. Ocorre entre junho e julho.

##### Cidade de Quebec

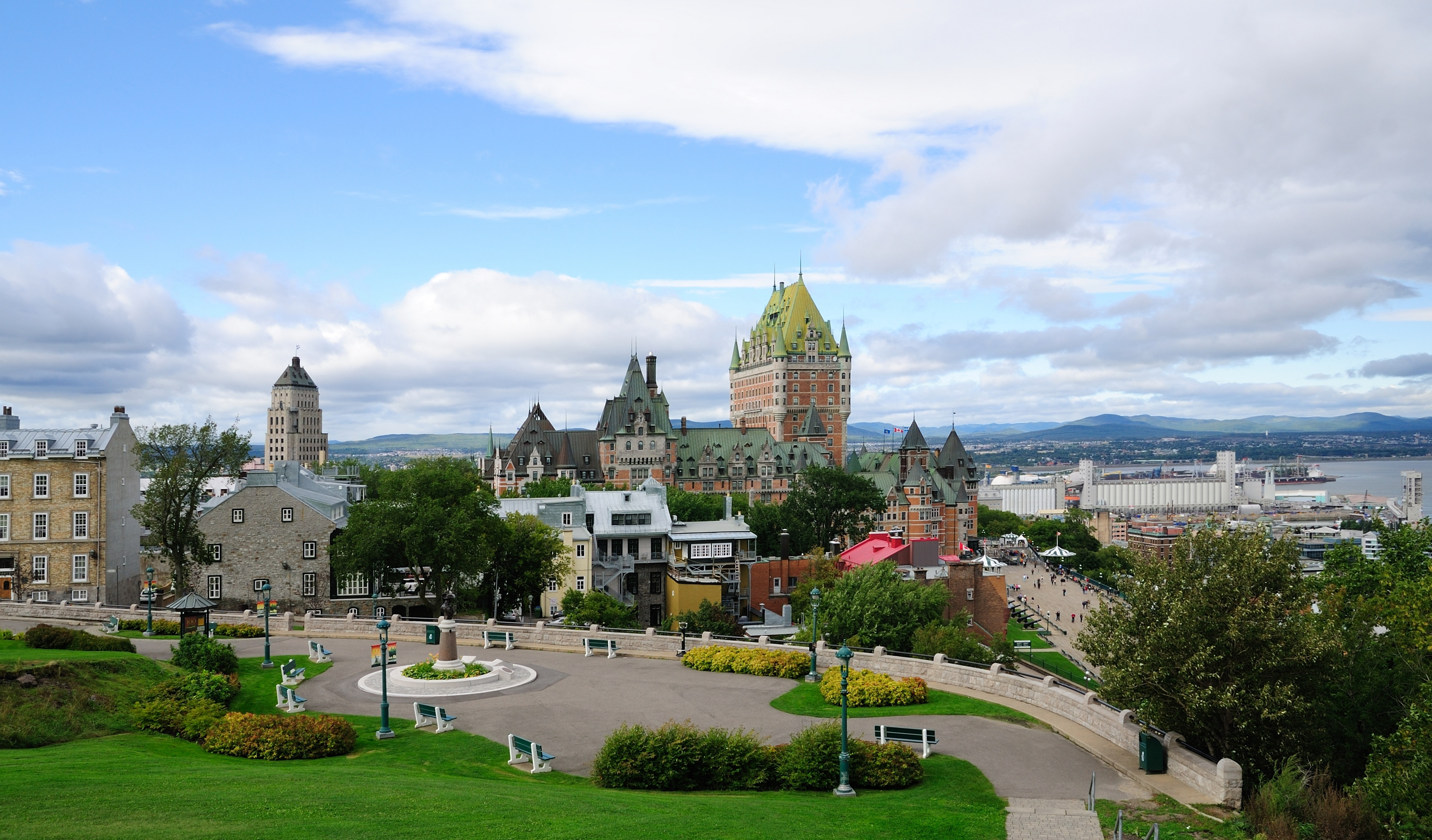
Cidade de Québec

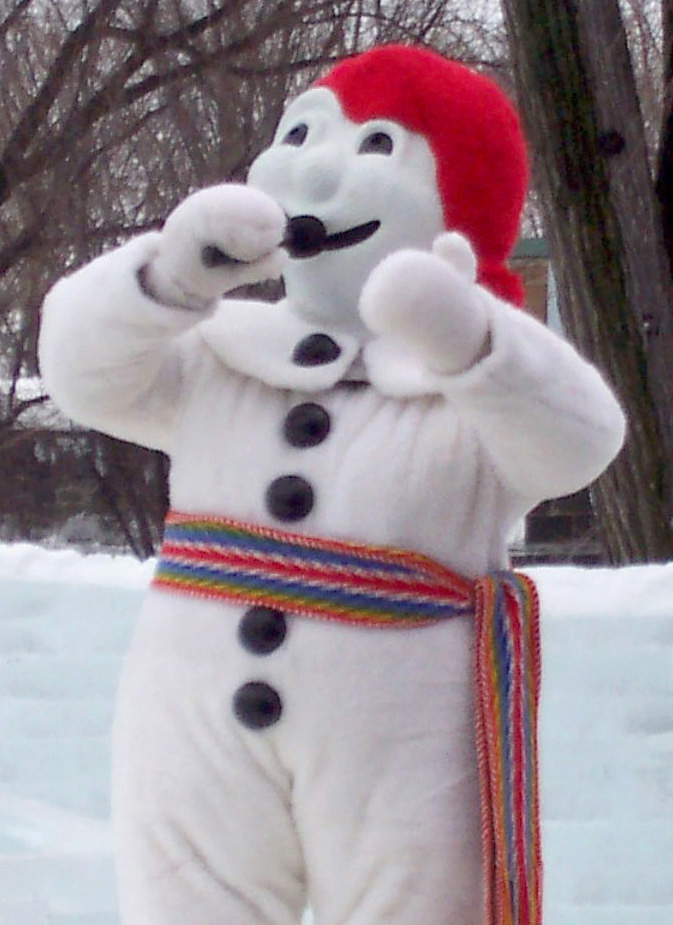
O carnaval de Québec

- Carnaval de Quebec: maior carnaval de inverno du mundo, ocorre entre o fim de janeiro até o começo de fevereiro.
- Fogos Loto-Québec: ocorre no parque Montmorency e é um festival pirotécnico que ocorre no verão.[10]

#### Eventos esportivos

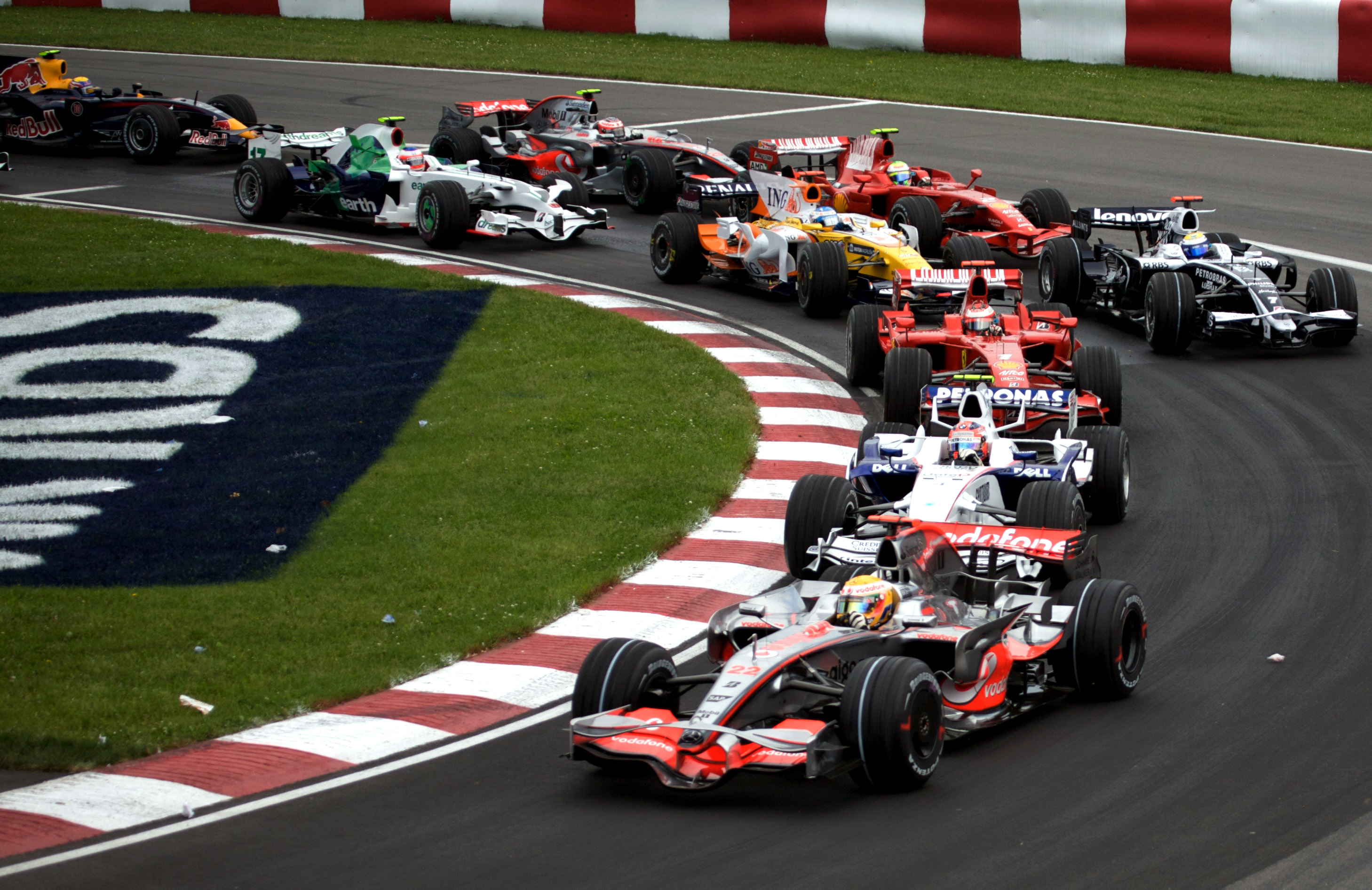
Grand Prix do Canadá de Fórmula 1 em Montréal

##### Montreal
- Copa Rogers de Montreal: para os amantes de tênis, a copa faz parte do circuito Masters 1000 da ATP e acontece no começo de agosto.
- Grande Prêmio do Canadá de Fórmula 1: ocorre durante o verão no ilha de Montreal

## Gastronomia

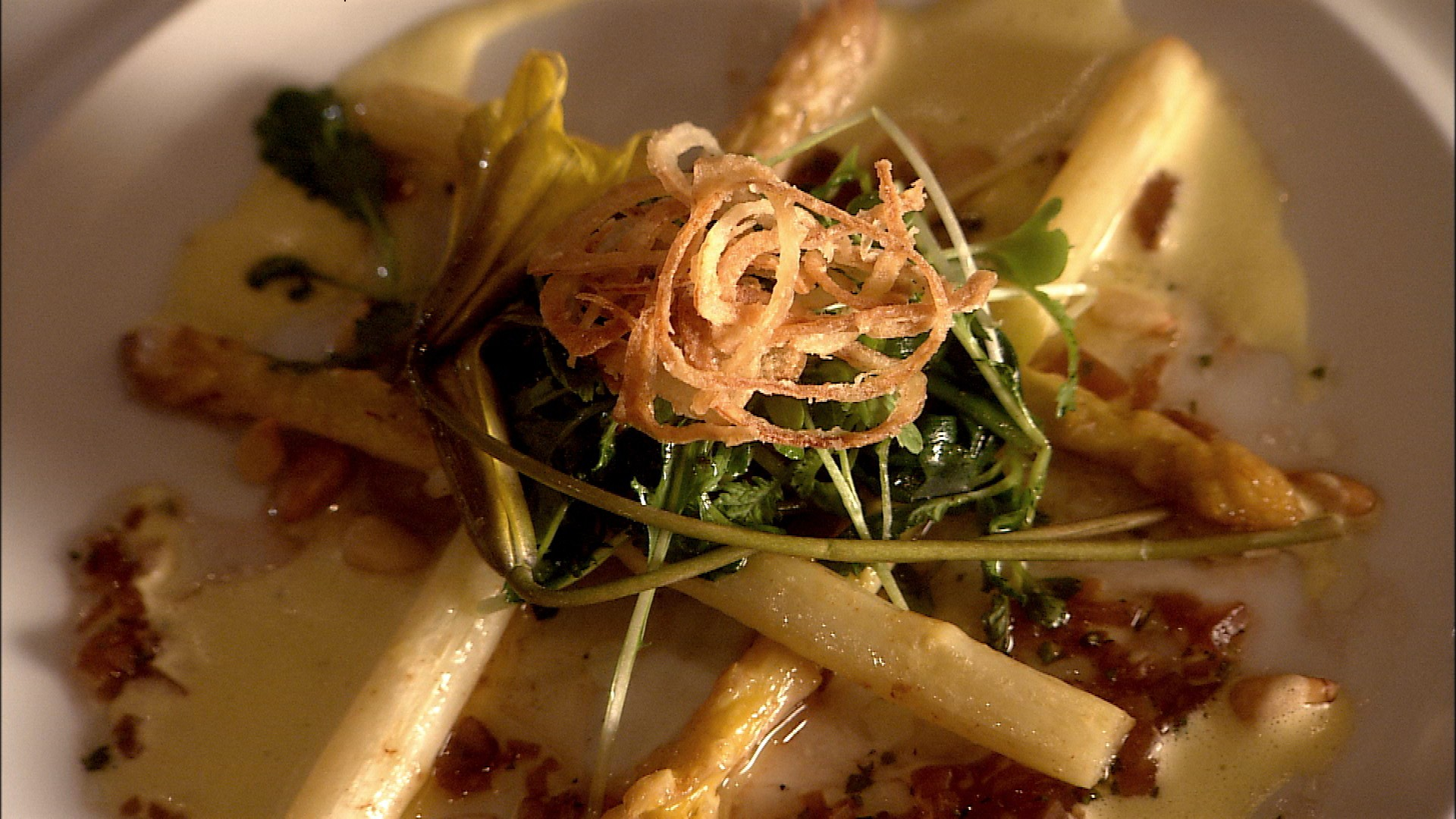
Gastronomia no Quebec